# Dulnain
Der Dulnain, schottisch-gälisch Tuilnean, ist ein Fluss in der schottischen Council Area Highland.

## Beschreibung
Der Dulnain entsteht durch den Zusammenfluss zweier Quellbäche in etwa 640 Meter Höhe am Nordwesthang des 875 Meter hohen Carn an Fhreiceadain in den Monadhliath Mountains. Historisch lag der Ort in der traditionellen Grafschaft Inverness-shire. Von dort aus fließt er 45 Kilometer in vornehmlich nordöstlicher Richtung ab, wobei sein Lauf sukzessive nach Osten dreht. Die letzten zwei Kilometer vor der Mündung in den Spey bei Dulnain Bridge auf eine Höhe von etwa 200 Metern Höhe verlaufen in südöstlicher Richtung. Sein höchstgelegener Quellbach entspringt auf einer Höhe von 792 Metern.
Der Dulnain fließt großteils durch dünn besiedelte Gebiete. Auf seinem Lauf durchfließt er mit Carrbridge und Dulnain Bridge nur zwei Ortschaften. Mit der A9 und der A95 kreuzen zwei Fernverkehrsstraßen. Bei Carrbridge überspannt seit 1717 die Old Bridge over River Dulnain den Dulnain. Bei dieser denkmalgeschützten Brücke könnte es sich um die älteste Steinbrücke in den Highlands handeln. Die Sluggan Bridge aus dem Jahre 1730 liegt rund vier Kilometer westlich von Carrbridge. Sie ist als Denkmal in die höchsten schottischen Denkmalkategorie A eingestuft. 1754 wurde eine Brücke bei Dulnain Bridge als Teil einer Militärstraße erbaut. Die Brücke wurde 1791 ersetzt und bei der Flut von 1829 zerstört. Ein Ersatz wurde im Folgejahr fertiggestellt.

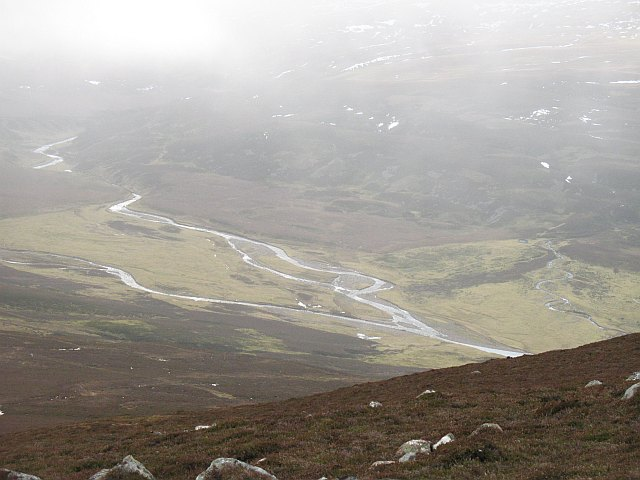
Einmündung eines rechten Nebenflusses am Oberlauf
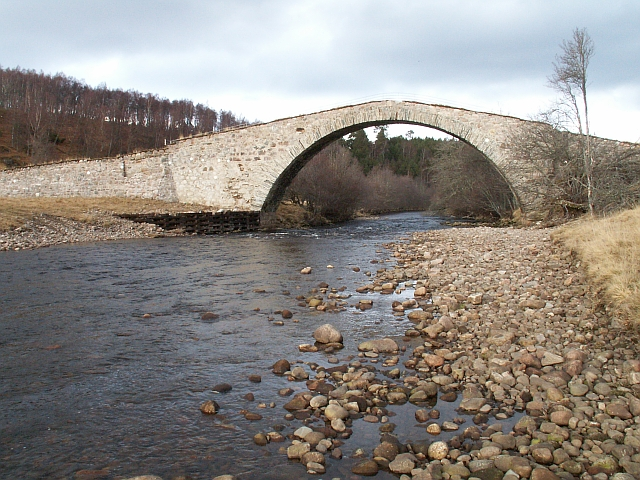
Sluggan Bridge
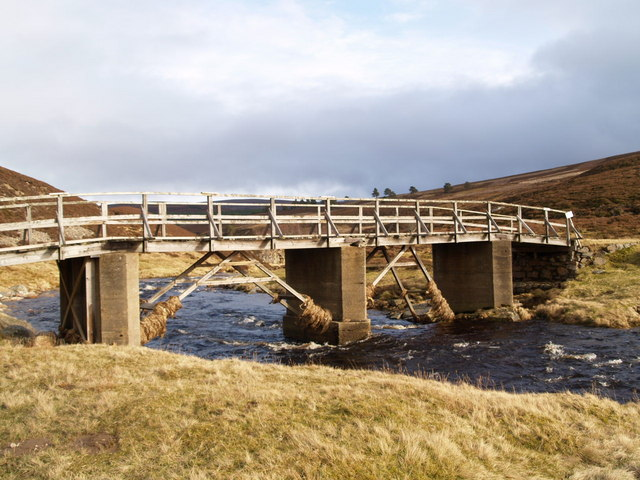
Holzbrücke am Oberlauf